# Hudson (Lokomotive)

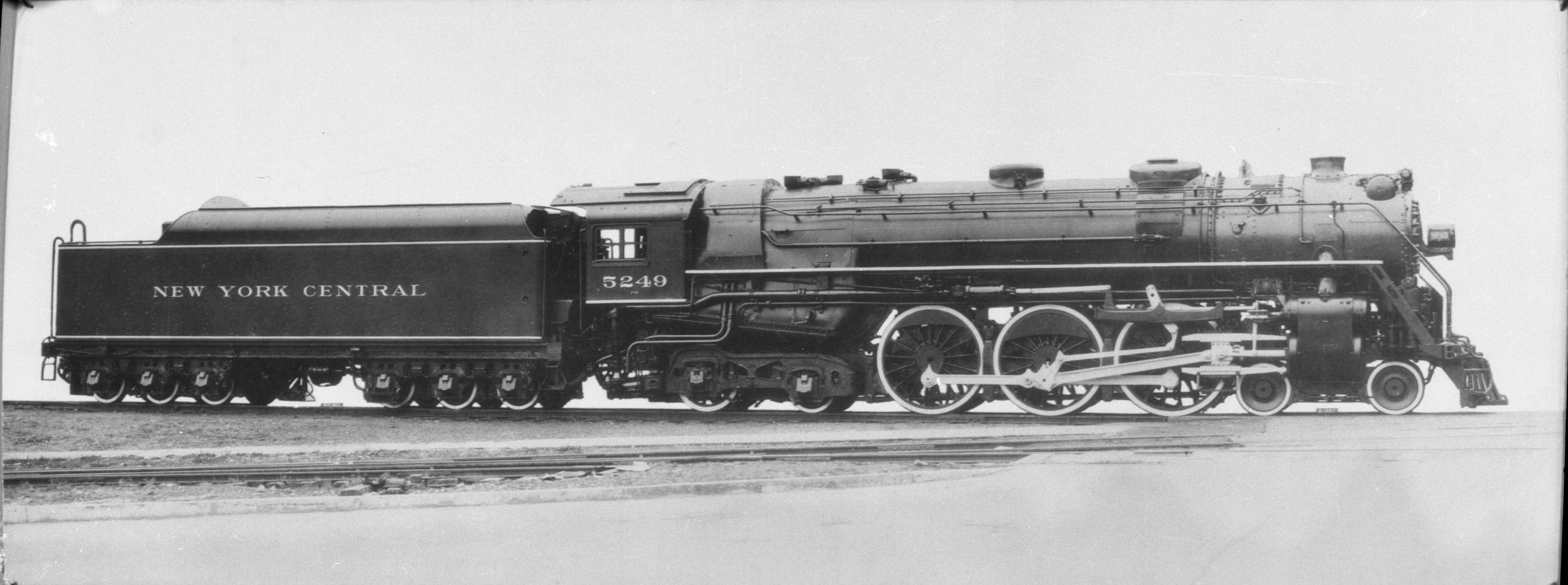
Hudson-Dampflok der New York Central Railroad Klasse J-1a des Jahres 1928

Als Hudson werden Schlepptender-Dampflokomotiven mit der Achsfolge 2’C2’ bezeichnet, also mit einem vorauslaufenden Drehgestell, drei Kuppelachsen und einem nachlaufenden zweiachsigen Schleppgestell. Alternativ ist auch die Bezeichnung Baltic in Gebrauch.

## Namensgebung
In Frankreich wurden als erstes Dampflokomotiven der Achsfolge 2’C2’ gebaut (dort als 232 bezeichnet). Dort wurde dieser Typ unter dem Namen Baltic bekannt, diese Bezeichnung fand auch in Großbritannien Verwendung.
In Nordamerika wurde dieser Typ (dort als 4-6-4 bezeichnet) erstmals 1927 bei der New York Central Railroad (NYC) eingeführt, die bis 1938 insgesamt 275 Exemplare beschaffte. Mit ca. 56 % aller weltweit gebauten Hudson-Lokomotiven war das die mit Abstand größte Flotte aller Eisenbahngesellschaften überhaupt. 
Die Namensgebung geht auf den damaligen NYC-Präsidenten Patrick E. Crowley zurück. In einem Gespräch mit dem Superintendenten für den Maschinendienst, Ingenieur Paul W. Kiefer, der die NYC-Klasse J zwischen 1926 und 1927 entwickelt hatte, schlug Crowley vor, die neue Baureihe nach dem Hudson River zu benennen. Dieser Vorschlag war naheliegend, denn von New York City bis Albany verlief die als „Water Level Route“ bezeichnete mehrgleisige NYC-Hauptstrecke ca. 200 Kilometer flussaufwärts durch das Hudson Valley, wo diese neuen schweren Schnellzuglokomotiven den Großteil des hochwertigen Reisezugdienstes, darunter den 20th Century Limited und Empire State Express übernehmen sollten. Bei den skandinavisch- und deutschstämmigen Eisenbahnern der Milwaukee Road in Wisconsin und Minnesota war jedoch in Ableitung der bereits etablierten Schnellzuglokomotiven der Achsfolgen Atlantic und Pacific ebenfalls die in Frankreich übliche Bezeichnung Baltic populär.

## NYC-Klassen J-1a, J-2 und J-3a

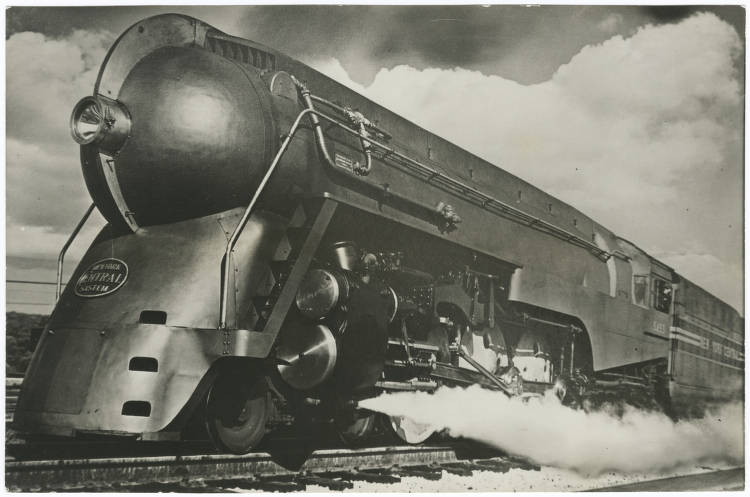
Stromlinienverkleidete „Super Hudson“-Dampflok der New York Central Railroad Klasse J-3a des Jahres 1938

Die Bauart Hudson wurde bei der New York Central entwickelt, da die im Schnellzugdienst etablierten Pacific-Lokomotiven der Achsfolge 2’C1’ bei Zuglängen von 12 Schnellzugwagen ihre Leistungsgrenze erreicht hatten. Das steigende Transportaufkommen machte inzwischen jedoch Verkehrsspitzen von 16 bis 18 Wagen und die kostenintensive Teilung von Zügen, die in zwei Sektionen über den Laufweg befördert werden mussten, notwendig. Um noch leistungsfähigere Lokomotivkessel mit größerer Überhitzerfläche und höherem Kesseldruck unter Beibehaltung der zulässigen Achslasten auf den bestehenden Strecken einsetzen zu können, wurde die bei Pacifics üblicherweise unter der Feuerbüchse in einem Bisselgestell angeordnete hintere Laufachse bei der neuen Bauart Hudson durch ein zweiachsiges Schleppgestell ersetzt. Eine weitere Innovation stellte der als Anfahrtshilfe in allen Loks der Klasse J im hinteren Schleppgestell angeordnete Booster und ein Stoker zur mechanischen Kohlebeschickung der Feuerung dar.
Die American Locomotive Company (ALCO) in Schenectady lieferte die erste Lokomotive der NYC-Klasse J-1a (Nr. 5200) am 14. Februar 1927, die auf der naheliegenden Hauptstrecke zwischen Albany und Syracuse umfangreichen Erprobungsfahrten unterzogen wurde. In der Folgezeit lieferte ALCO bis 1931 insgesamt 205 Maschinen der Klasse J-1 und 10 der Klasse J-2 an die NYC. Lima Locomotive Works steuerte weitere 10 Exemplare der Klasse J-2 bei.
Als erste Eisenbahn in Amerika stattete die NYC im Jahre 1934 ihre J-1a Nr. 5344 mit der an eine umgestülpte Badewanne erinnernde Stromlinienverkleidung aus und benannte sie nach dem früheren Eigentümer der Bahngesellschaft Commodore Vanderbilt.
Zwischen 1937 und 1938 lieferte ALCO als Weiterentwicklung nochmals 50 „Super Hudsons“ der NYC-Klasse J-3a, von denen 12 Lokomotiven eine vom Industriedesigner Henry Dreyfuss entworfene Stromlinienverkleidung erhielten. Seine zurückhaltende, die wesentlichen Elemente einer klassischen Dampflok betonende Formgebung, machen die nach heutigen Maßstäben an ein zeitloses „Retrodesign“ anmutende Gestaltung der J-3a zu einer Stilikone der Art-déco-Epoche. Aufgrund der vielfachen Abbildung in zeitgenössischen Anzeigen und Werbeplakaten entwickelte sich die J-3a zu einer der bekanntesten Lokomotiven Amerikas.
Während und nach dem Zweiten Weltkrieg wurden die Stromlinienverkleidungen schrittweise wieder entfernt. Im Zuge der beschleunigten Umstellung auf die Dieseltraktion, bei denen die Hersteller den Schrottwert der Dampflokflotte großzügig mit dem Kaufpreis für die neu bestellten Diesellokomotiven verrechneten, ist keine der 275 Hudson-Lokomotiven der New York Central für die Nachwelt erhalten geblieben.

## Weitere Serien-Hudsons in Nordamerika

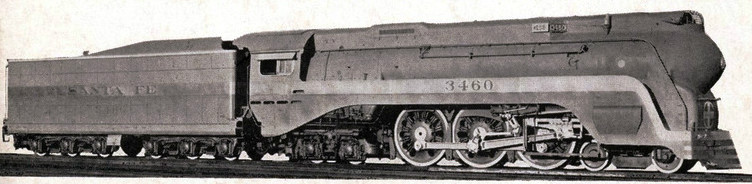
Die „Blue Goose“ Nr. 3460 von 1937 war die einzige Santa Fe-Hudson mit Stromlinienverkleidung

Die Atchison, Topeka and Santa Fe Railway (Santa Fe, ATSF) verfügte über 16 Hudsons, wobei die ATSF die fast zeitgleich zur NYC Hudson im Jahr 1927 eingeführte ATSF-Klasse 3450 zunächst bahnintern als „verlängerte Pacific“ einordnete. Die 1937 bei Baldwin gebaute Lok Nr. 3460 erlangte als stromlinienverkleidete „Blue Goose“ eine hohe Bekanntheit.
Die Chicago, Milwaukee, St. Paul and Pacific Railroad (Milwaukee Road) beschaffte (über die drei Baureihen F6, F6a und F7 verteilt) zwischen 1930 und 1938 insgesamt 28 Maschinen der 2'C2'-Achsfolge.
Für den „400“-Verkehr beschaffte die Chicago and North Western Railway bei ALCO im Jahre 1937 neun Stromliniendampfloks der CNW-Klasse E-4, die ähnlich wie die MILW-Klasse F7 dimensioniert waren aber eigenständige Konstruktionen darstellten.

## Hudsons/Baltics in Europa

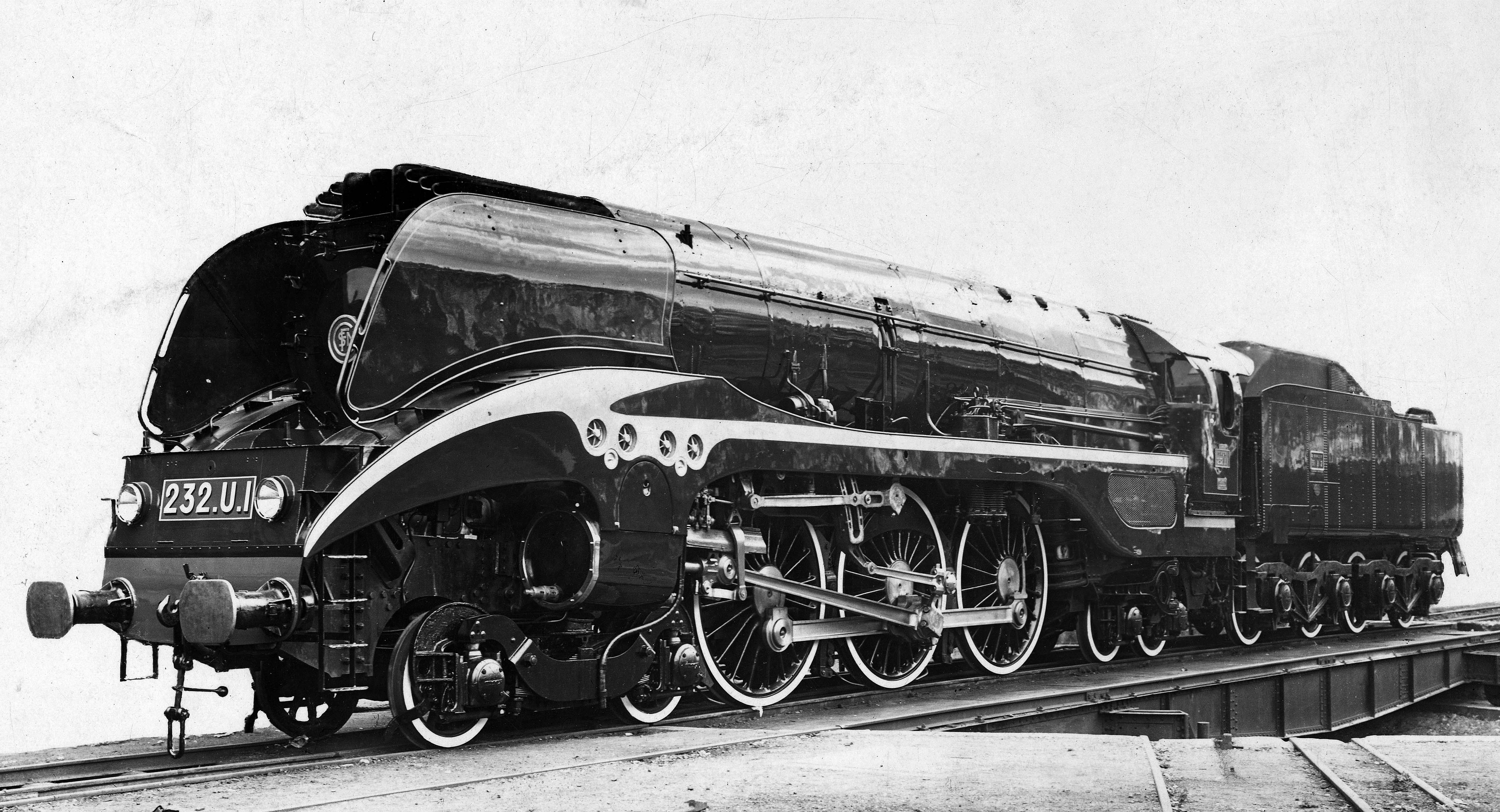
SNCF 232.U.1 im Jahr 1949

In einer Zeit, als Pacific-Lokomotiven den Schnellzugdienst beherrschten und in Großbritannien und Deutschland sogar serienmäßig mit Stromlinienverkleidung gebaut wurden, blieben Hudsons in Europa bis auf wenige Einzelexemplare eine Seltenheit.
Zu nennen sind zum einen die drei (in zwei verschiedenen Ausführungen gefertigten), von Adolf Wolff bei den Berliner Borsig-Werken konstruierten Stromlinienlokomotiven Baureihe 05 der ehemaligen Deutschen Reichsbahn. Die Lok 05 002 stellte mit einer gefahrenen Geschwindigkeit von 200,4 km/h am 11. Mai 1936 auf der Strecke zwischen Hamburg und Berlin einen Geschwindigkeitsweltrekord für Dampflokomotiven auf.
Marc de Caso, letzter Chefingenieur der französischen Nordbahn, entwarf ab 1938 für die neugegründete französische Staatsbahngesellschaft SNCF insgesamt acht stromlinienverkleidete Baltic-Lokomotiven, bestehend aus drei Dreizylindermaschinen der SNCF-Klasse 232.R und vier Exemplaren der SNCF-Klasse 232.S mit Vierzylinder-Verbundtriebwerk. Die achte, aufgrund der Kriegsereignisse erst 1949 von Corpet-Louvet fertiggestellte SNCF 232.U.1 blieb ein Einzelstück. Als Abschluss des Dampflokbaus in Frankreich ist diese weltweit letztgebaute Normalspur-Dampflokomotive der Achsfolge 2’C2’ im französischen Eisenbahnmuseum Mülhausen beheimatet.
In der Sowjetunion entstanden mit den beiden als 2-3-2К bezeichneten Maschinen und dem als 2-3-2В Einzelexemplar Ende der 1930er Jahre insgesamt drei Maschinen dieser Achsfolge. Eine Serienfertigung unterblieb aufgrund des Zweiten Weltkriegs.
In Großbritannien entstand mit der LNER-Klasse W1 lediglich ein Einzelexemplar mit der Achsfolge 4-6-4 gemäß der im englischen Sprachraum üblichen Whyte-Notation. Deren Achsfolge war genaugenommen jedoch 2’C1’1’, da die Lokomotive kein nachlaufendes Drehgestell aufwies; beide Nachlaufachsen besaßen jeweils eigene Schleppgestelle.